# Ōдзюцу

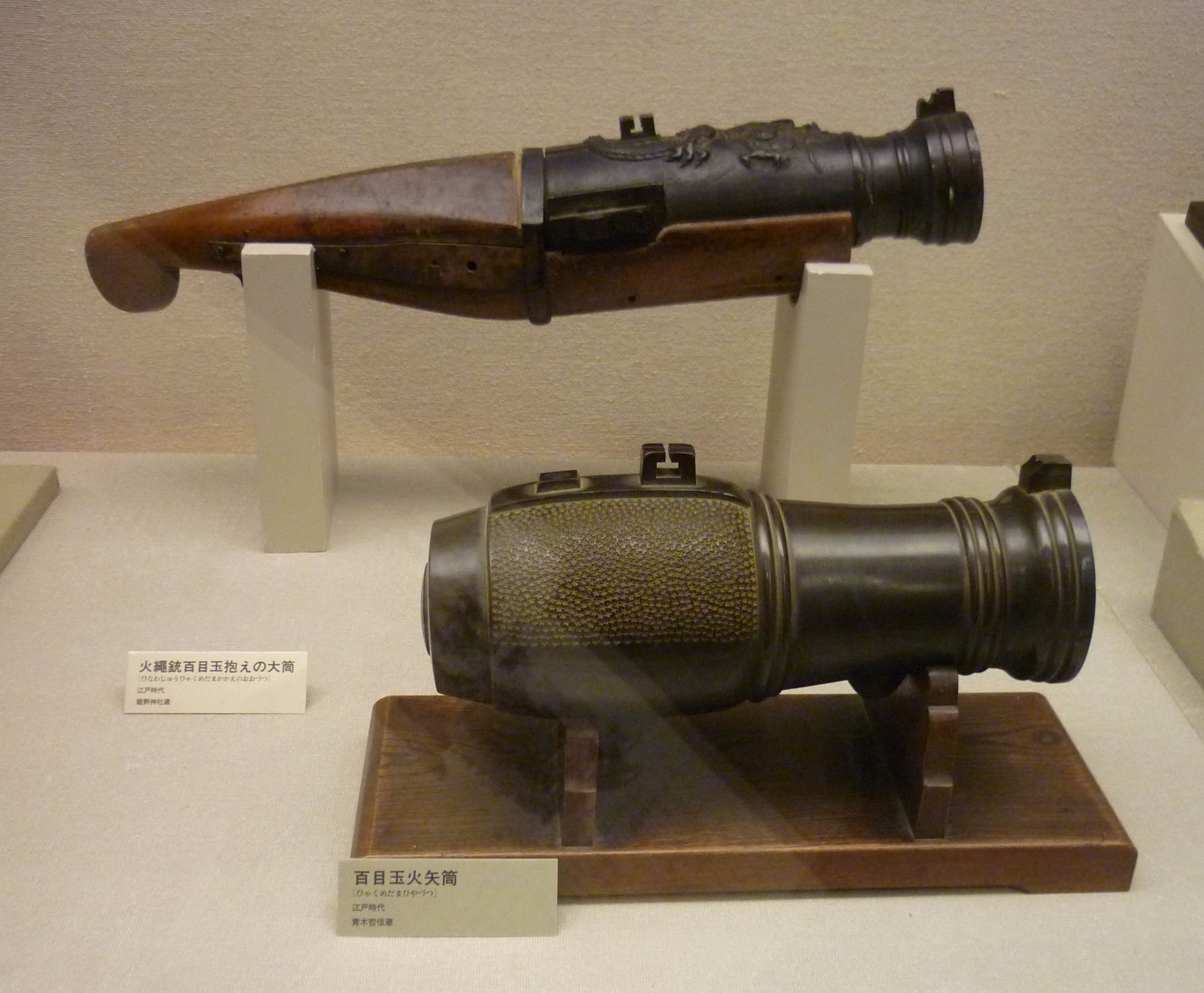
Дві гармати періоду Едо. Вгорі: кременева одзюцу.

Ōдзюцу (яп. 大筒, досл. «великий циліндр») — тип артилерії, який використовувався в Японії під час періоду Сенґоку і раннього періоду Едо.

## Опис
Ōдзюцу використовувалася переважно в морських і облогових битвах у період Сенґоку через її ефективність у знищенні великих ворожих структур.
Хоча тлумачення ōдзюцу різняться в літературі, зазвичай вона вважається зброєю з кованого заліза, на відміну від ішібія (лита бронзова ручна гармата). Її снаряди становили близько 75 грамів. Деякі мали систему запалювання та приклад із ґнотовим замком. 

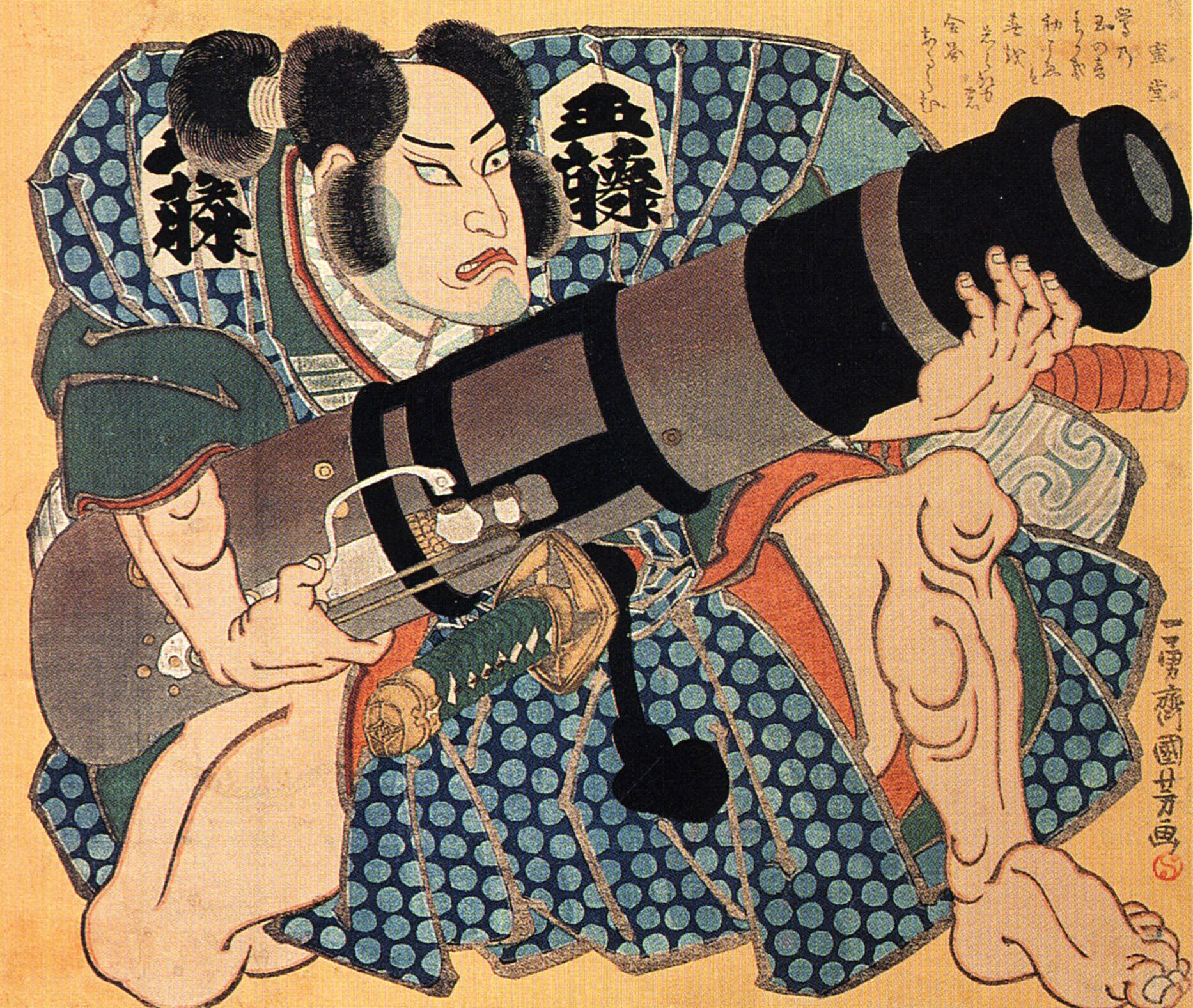
Людина з великою одзюцу (Робота Утаґави Кунійоші в жанрі Укійо-е)

Вона була значно потужнішою, ніж її бронзовий аналог, і оскільки вона була з кованого заліза, ризик вибуху ствола був меншим, ніж у литої гармати. Її можна було відносно легко виготовити завдяки недорогим матеріалам, але надати їй дуже великого діаметру не можна було через обмежені методи кування того часу. 
В святилищі Ясукуні в Токіо знаходиться відома велика ōдзюцу, яка має назву "Гармата Шібацуджі". 